# Aa (architekt)
Aa (transkripci hieroglyfického písma ˁȝ), možná AaAa (ˁȝˁȝ) byl staroegyptský architekt žijící v období Střední říše, titulovaný jako "dozorce nad stavebníky" (imy-rȝ-iqdw) nebo "velký dozorce nad stavebníky" (imy-rȝ-iqdw-ˁȝ). Jeho jméno se nachází na Sahepuovejové pohřební stéle, ze severní nekropole v Abydosu. Je problematické určit, zda "Aa" (v staroeg. Velký) je součástí jeho jména nebo titulu. Taktéž není znám jeho vztah k držiteli stély.